# خضمة بن مالك (الضليعة)
'

تعديل مصدري - تعديل

خضمة بن مالك هي إحدى قرى عزلة الضليعة بمديرية الضليعة التابعة لمحافظة حضرموت، بلغ تعداد سكانها 36 نسمة حسب تعداد اليمن لعام 2004.